# Elaphoglossum moyeri
Elaphoglossum moyeri är en träjonväxtart som beskrevs av John T. Mickel. Elaphoglossum moyeri ingår i släktet Elaphoglossum och familjen Dryopteridaceae. Inga underarter finns listade.